# سد کرنالوو
سد کُرنالوو (اسپانیایی: Embalse de Cornalvo‎) یک سازهٔ زیرساختی رومی است که در حدود ۱۵ کیلومتری شهر مریدای اسپانیا، در منطقهٔ خودمختار اکسترمادورا واقع شده است. در سال ۲۰۰۴، این سد و مناطق اطراف آن به‌عنوان پارک طبیعی اعلام شدند.

## تاریخچه
این سد، سازه‌ای رومی است که بر روی رود آلبارگاس ساخته شده و در گذشته برای تأمین بخشی از آب شهر آگوستا امریتا مورد استفاده قرار می‌گرفت. دیوارهٔ سد یک ساختار مستحکم به طول ۲۲۰ متر و ارتفاع ۱۸ متر است و بخشی از آن که با آب در تماس است، به‌صورت پلکانی طراحی شده است. ظرفیت مخزن سد حدود ۱۱ میلیون مترمکعب (۱۱ هکتومترمکعب) برآورد شده است. ساخت این سازه به سال ۱۳۰ میلادی نسبت داده می‌شود و طراح آن ناشناس است.
این بنا در تاریخ ۱۳ دسامبر ۱۹۱۲ به‌عنوان بنای ملی اعلام شد. سد کُرنالوو همچنان در زمان حاضر نیز مورد استفاده قرار می‌گیرد.
تمام منطقهٔ اطراف آن پارک طبیعی به‌شمار می‌آید و از سال ۲۰۰۴ تحت حمایت ویژهٔ دولت منطقه‌ای اکسترمادورا قرار دارد. این منطقه دارای پوشش گیاهی و جانوری غنی‌ای است و در ورودی پارک، مرکز تفسیر (راهنمای بازدید) وجود دارد که به بازدیدکنندگان کمک می‌کند تا بهتر با محیط آشنا شوند.
کُرنالوو، همراه با سد پروسرپینا، بخشی از مجموعهٔ باستان‌شناسی مریدا محسوب می‌شود که در سال ۱۹۹۳ توسط یونسکو با شمارهٔ شناسایی ۶۶۴–۰۱۳ به‌عنوان میراث جهانی ثبت شد.